# Elazar Menachem Schach
Elazar Menachem Schach (n. 1/13 ianuarie 1898, Vabalninkas⁠(d), Biržai District Municipality⁠(d), Lituania – d. 2 noiembrie 2001, Bnei Brak, Israel) a fost un rabin israelian, șeful Yeshiva Poneviezh și președintele Sfatului Mai marilor Torei din partidul Agudat Yisrael, iar apoi al partidului Deggel Hatora. Din anii 1970 a condus comunitatea ultraortodoxă „lituaniană” din statul Israel, care îl considera „cel mai mare rabin al generației”.

## Biografie
Rabinul Shech a fost stagiar de ieșivă în Lituania în perioada de dinainte și în timpul Primului Război Mondial. La vârsta de 23 de ani a fost numit rabin pentru prima dată, iar de atunci a predat Tora timp de aproximativ șaptezeci și cinci de ani, în ieșive din Lituania și Israel, afirmându se ca figură publică începând în anii 1960. Timp de aproximativ trei decenii a fost considerat autoritatea spirituală și publică supremă în publicul ortodox-lituanian. El a inițiat înființarea multor yeshive în Israel și a servit ca lider și patron al acestora. În același timp, a consolidat publicul lituanian ca grup. El a fondat partidul Degel Hatorá, adică Drapelul Torei, ziarul acestuia, Yated Ne'eman și reteaua de alimentație rituală (Kasher) „Sheerit Yisrael”.

## Pozițiile sale pe probleme politice

### Sionismul, statul Israel și Aliyah
Statutul public al rabinului Schach a fost întărit de-a lungul anilor în rândul cercurilor „lituaniene”, datorită personalității sale carismatice și datorită luptelor publice pe care le-a condus. În doar câțiva ani, rabinul Shech a devenit liderul incontestabil al publicului „lituanian”. Alături de el se afla rabinul Yaakov Israel Kanievsky („Steifler”), care era cunoscut ca tzadik și avea încredere în rabinul Shach în problemele publice.
Printre altele, rabinul Shech a spus:

### Teritorii pentru pace
În opinia sa , Holocaustul este un fenomen care se repetă de fiecare dată când păcatele lui Israel sunt umplute, de la distrugerea PPrimului Templu, și este nevoie de a pedepsi oamenii. Potrivit lui: ”הקב"ה ניהל חשבון אחד לאחד, חשבון המשתרע על-פני מאות שנים, עד שנצטבר לחשבון של שישה מיליון יהודים וכך התרחשה השואה. כך צריך יהודי להאמין, ואם היהודי לא שלם באמונה זו הוא כופר בעיקר... ואם לא נקבל את זה כעונש, הרי כאילו שאיננו מאמינים בקב"ה ח"ו”. . Potrivit acestuia, este imposibil de știut de ce exact șase milioane de evrei au fost uciși în ultimul holocaust și de ce au trecut sute de ani între pedeapsa semnificativă anterioară, pe care nu a definit-o cu precizie, și holocaust. Chiar și în viitor poate veni un alt holocaust și nu se știe dacă va veni peste „unul sau doi ani, sau poate zece ani”. În lumina acestui fapt, el și-a avertizat studenții înainte de războiul din Golf să se pocăiască, pentru că un alt holocaust ar putea veni mai devreme sau mai târziu.
Rabinul Shech a susținut o credință bazată pe o simplă observare a acțiunilor lui Dumnezeu și pe negarea cercetării în chestiunile de credință. Obișnuia să le predea elevilor săi despre capacitatea de a-L vedea pe Dumnezeu în tot ce este în lume. Astfel, de exemplu, el a dovedit existența lui Dumnezeu prin faptul că pentru a acționa un dispozitiv electric este necesară acțiunea omului, iar dacă da, soarele, care este o sursă extraordinară de energie, are un operator. În același timp, este delicios  pentru că nu trebuie să creadă decât în lucrurile în care Tora obligă să creadă. El a explicat că credinciosul care acceptă ca adevăr tot ceea ce i se spune nu este un credincios adevărat, ci unul credul. Conform a ceea ce a primit de la rabinul Yitzhak Ze'ev Soloveitchik, în numele tatălui său, mitzvotul credinței nu există în ceea ce privește existența Creatorului, deoarece este prea simplu de comandat, ci se ocupă doar de părțile din credință care depășește înțelegerea umană.
După ce Likud a venit la putere în 1977, rabinul Shech a condus Agudat Israel să se alăture coaliției. S-a opus acceptării funcțiilor ministeriale, dar a permis pozițiile de miniștri adjuncți și de șefi ai comisiilor Knesset. Înainte de alegerile din 1981, rabinul Shech și-a exprimat satisfacția față de realizările ei. După acele alegeri, au apărut diferențe de opinie între fracțiunea lituaniană și facțiunile hasidice, conduse de Gur Hasidism. În timp ce fracțiunea hasidică a subliniat modificarea legii cu privire la problema cine este evreu, rabinul Shech s-a opus unei activități viguroase în această chestiune. Diferențele de opinie au paralizat activitatea Consiliului Bătrânilor Torei și spre sfârșitul anului 1983 rabinul Shech a demisionat din Consiliu.

### Atitudinea lui este la stânga[necesită clarificare]
Înainte de exercițiul împuțit , când întrebarea dacă partidul Degal HaTorah va sprijini candidatura lui Shimon Peres pentru funcția de prim-ministru era pe ordinea de zi, ochii lumii au fost atrași de rabinul Shech, care trebuia să vorbească la Conferința Degal HaTorah la Sala Sporturilor Yad Eliyahu din Tel Aviv. În discursul său, rabinul Shech nu a abordat în mod direct problema aderării la guvern, ci a ales să țină prelegeri despre punctele principale ale viziunii evreiești și să atace stânga pentru ruperea conexiunii cu tradiția strămoșilor. Discursul rabinului Shech a intrat în lexicul israelian ca „discursul iepurilor și porcilor”.
Discursul rabinului Shech a fost transmis în direct de mai multe instituții de presă. O controversă a izbucnit în urma declarațiilor sale. Surse seculare au susținut că rabinul Shech îi prezintă superficial pe secularii israelieni. Yated Neeman a publicat răspunsul rabinului Shech la critici: "Îi iubesc. Toți sunt fiii mei și este important ca copiii mei să audă ce le spun și despre ei, și au auzit" .
„ Formația  a deconectat trecutul de poporul evreu. Dacă vrei să construiești o națiune care să nu aibă contact cu strămoșii, ea trebuie pierdută. Astăzi întâlnim copii care nu știu să explice ce „Adu-ți aminte de ziua Sabatului ca să o sfințești”. Există kibutzim care nu știu ce este Yom Kippur și cresc iepuri și porci. Nu avem Tora? Nu avem o tradiție? Pentru ce suntem noi evreii, dacă nu Tora?”.
Timp de mulți ani, rabinul Shech a condus opoziția  față de Partidul Laburist și de stânga. El și-a justificat opoziția față de conducerea comună a Agudat Israel cu lucrătorii din Agudat Israel la alegerile pentru Knesset a 8-a prin faptul că lucrătorii din Agudat Israel au cooperat cu Partidul Laburist. În timpul exercițiului împuțit, el și-a aruncat greutatea în spate pentru a împiedica instituirea unui guvern de stânga de către Shimon Peres și l-a adus pe rabinul Ovadya Yosef pentru a împiedica partidul Shas să ia parte la mișcare.
Shlomo Lorinz a mărturisit despre o propoziție pe care a rostit-o în discursul său despre Holocaust: „Suntem binecuvântați că suntem uciși și nu ucigași. Cât de rău este să fii un criminal, un învingător. Este mai bine să fii învins. A fi unul dintre cei uciși este o chestiune de providență, dar a ucide este corupția moravurilor”. El a refuzat să includă rugăciuni sau lamentări speciale despre Holocaust.
Potrivit rabinului Shach, ura neamurilor față de poporul Israel este un fapt fundamental în istoria lumii care nu poate fi schimbat. „Timp de două mii de ani, poporul a suferit decrete și măceluri și dintre toate neamurile nu s-a găsit nici măcar o națiune care să fi stat alături de poporul lui Israel să-i ajute.” El a repetat din nou și din nou zicala înțeleptului: „Legea este, știind că Esau îl urăște pe Iacov ”. De aceea, în opinia sa, „nici o națiune, inclusiv Statele Unite, nu poate fi de încredere că va fi „un suport pentru trestii sparte””, iar înființarea statului nu este o soluție la antisemitism.

### Holocaustul în învățătura lui
Rabinul Shech s-a opus așezării de evrei în Cisiordania și Fâșia Gaza pe motiv că aceasta contrazice interzicerea provocării națiunilor. Tot din punct de vedere practic, rabinul Shech a spus că Israelul nu trebuie să provoace furia Statelor Unite, care este sprijinul țării și fără sprijinul ei țara se va prăbuși în scurt timp. „Cel care vede o valoare sacră în statul Israel și vede în zilele noastre o mitzvah pozitivă în așezarea întregii Țări a Israelului, ne conduce pe o pantă de batjocură națiunilor lumii” .
Rabinul Shech a încurajat oamenii și grupurile să imigreze în Israel, spunând că atmosfera de acolo este mai potrivită pentru transcenderea Torei. El chiar a declarat într-un interviu acordat ziarul american „ Forwards ”: „Sunt sionist, nu voi părăsi niciodată Țara Israelului”. El a justificat însă existența comunităților evreiești din diaspora, pe motiv că existența statului Israel nu este sigură în fața a o sută de milioane de arabi. Potrivit lui, este mai bine să împrăștiem poporul lui Israel printre Neamuri pentru a-i asigura supraviețuirea continuă și, așa cum spune Înțeleptul, „Atotputernicul a făcut milă poporului Israel care i-a împrăștiat printre neamuri”.
Rabinul Shech s-a opus Legii Ierusalimului și Legii de anexare a Golanului, care aplicau legea israeliană în aceste zone. După intrarea în vigoare a Legii Ierusalimului, el a spus: „Cine are nevoie de această lege? Și fără lege, Ierusalimul și Țara lui Israel nu sunt ale noastre?... Pentru noi, legea nu înseamnă nimic, dar Tora mărturisește că Ierusalimul este al nostru. În timp ce cei care mănâncă și beau pe Tisha B'Av pretind Ierusalimul adoptând o lege, Aceasta este o provocare complet inutilă a națiunilor”. Despre legea Golan a spus: Timp de două mii de ani am trăit fără legea Golan și fără Golan deloc, și chiar mai departe vom putea trăi fără această lege încă două mii de ani.

### Abordarea lui religioasă
Deși s-a opus războiului de pace din Galileea și a crezut că ocuparea sudului Libanului a fost o provocare a națiunilor, în orice caz, când Shimon Peres a lucrat pentru a înființa o comisie de anchetă care să investigheze masacrul de la Sabra și Shetila, rabinul Shech l-a criticat ca fiind imoral, și a refuzat să-și susțină guvernul în 1990 în timpul exercițiului împuțit.
Rabinul Shech a susținut că este de datoria poporului evreu să promoveze orice compromis care aduce pacea mai aproape, pentru a minimiza vărsarea de sânge. Din acest motiv le-a ordonat membrilor Knesset-ului israelian să sprijine acordul de pace cu Egiptul. Totuși, el a spus că trebuie să lupți pentru „ pace rece ”, precum cea care predomină cu Egiptul, deoarece relațiile mai strânse ar putea duce la asimilare.
În ajunul Paștelui 1978 i-a scris lui Menachem Begin că „După Halacha nu există nici un obstacol în a renunța la o parte din Țara lui Israel” și a adăugat că „a renunța de dragul păcii nu înseamnă a renunța”. În discursurile sale din anii 1980, el și-a reiterat sprijinul pentru întoarcerea teritoriilor și opoziția față de așezări.